# (6374) Beslan
(6374) Beslan est un astéroïde de la ceinture principale.

## Description
(6374) Beslan est un astéroïde de la ceinture principale. Il fut découvert le 8 août 1986 à Nauchnyj par Lioudmila Tchernykh. Il présente une orbite caractérisée par un demi-grand axe de 3,17 UA, une excentricité de 0,08 et une inclinaison de 9,7° par rapport à l'écliptique.

## Compléments